# Don’t Let Me Be the Last to Know
A Don’t Let Me Be the Last to Know (magyarul: Ne hagyd, hogy én tudjam meg utoljára) egy dal Britney Spears amerikai énekesnőtől. Negyedik, egyben utolsó kislemezként jelent meg a Jive Records gondozásában, 2001. január 17-én, élete 2. nagylemezéről, az Oops!… I Did It Again-ről. 1999-ben, miután Spears találkozott Robert John "Mutt" Lange-dzsel Svájcban, felvett néhány dalt az albumra, többek között a Don't Let Me Be the Last to Know-vot, ami Spears egyik kedvenc dala volt az albumról. A dalszöveg írásában Lange mellett a gitáros Keith Scott, és Shania Twain country énekes is részt vett. A dal egy tinipop stílusú ballada, amiben egy nő azt akarja a barátjától, hogy szereti. A felvétel végén található háttérvokált többen is összehasonlították David Bowie és Iggy Pop közös, China Girl című slágerükkel.
A szám pozitív visszajelzéseket kapott a kritikusoktól, akik úgy vélték, hogy az album, és a rajta lévő dalok műfajához képest jó kis kitérőnek számít. Spears hangját Shania Twain és Steve Wonder előadóékkal hasonlították össze. Kereskedelmileg mérsékelten volt sikeres, elérte az 1. helyezést Romániában, és bekerült a legjobb 10-be Ausztriában, Európában és Svájcban, míg a top 20-ba számos más európai országban. Japánban az egyik legsikeresebb felvétele lett. Amerikában nem jelent meg kislemezként, csak a rádiók játszották, emiatt nem került fel a Billboard Hot 100-ra, csak a Billboard Bubbling Under Hot 100-on jelent meg, ott a 12. helyig jutott. Ez a Billboard Hot 100 lista „112”. helyezésének felel meg. Ezenkívül 36. lett a Pop Songs listán.
A zenei videóját Herb Ritts amerikai fotós rendezte. A klip Britneyt, és a barátját ábrázolja, akit egy francia modell alakított. Az énekesnőt az akkori valódi kedvese, Justin Timberlake miatt idegesítették a csók jelenetek, míg édesanyját a pikáns részek zavarták meg, emiatt az eredeti videóból el kellett távolítani több jelenetet, mielőtt kiadták. Promócióként Spears előadta a Saturday Night Live-ben, a Total Request Live-ben, és a The View című sorozatban. 4 koncertturnén volt hallható. A felvétel kapott egy jelölést a 2001-es Nickelodeon Kids’ Choice Awards-on a Legjobb dal kategóriában.

## Háttér
1999-ben Spears elkezdett dolgozni élete 2. nagylemezén, az Oops!... I Did It Again-en Svédországban és Svájcban. Miután találkozott Svájcban Robert Lange-el, felvett néhány dalt az albumra, beleértve a Don't Let Me Be the Last to Know-vot is. A dal rögzítése után Spears beszélt a Billboard magazinnak a felvételről: „Az első albumommal nem tudtam kimutatni a hangomat. A rajta lévő dalok nagyszerűek voltak, de nem volt nehéz őket felénekelni. A Don't Let Me Be the Last to Know csodálatos. Szerintem ezzel a számmal fogom a rajongóimat a legjobban meglepni.” A dal szerzője és producere Robert Lange volt, míg az írásában Shania Twain és Keith Scott is részt vett. A programozást Cory Churko, Kevin Churko és Richard Meyer, míg a zene és a hang keverését Nigel Green végezte el. Spears 1999 novembere és decembere között vette fel Svájcban az utóbbiakban említett emberekkel. A keverést Nigel Green végezte, a programozás pedig Cory Churko, Kevin Churko és Richard Meyer munkája volt. Egy Hawaii-on lezajlott élő fellépés, ahol az énekesnő előadta a dalt, megtalálható a 2. otthoni felvételén, ami a Live and More! címet kapta. Spears azt mondta, hogy ez a dal az egyik kedvence az albumról. Annak ellenére, hogy egy ballada, több lemezlovas is feldolgozta már. A legfontosabb remixeket Hex Hector készítette el. A Don't Let Me Be the Last to Know 2001. január 17-én jelent meg a negyedik, egyben utolsó kislemezként az albumról. Emellett felkerült Britney 2004-es Greatest Hits: My Prerogative című válogatásalbumára. Hex Hector által remixelt változat pedig helyet kapott a 2005-ös B in the Mix: The Remixes című válogatáslemezen.

## Kompozíció
A Don't Let Me Be the Last to Know egy tinipop ballada, ami 3 perc és 50 másodperc hosszú. A kotta szerint E-dúrban íródott, és 76 percenkénti leütésszámmal rendelkezik. Spears vokális tartománya nem sokat változik a dal során, F♯3-tól D♯5-ig terjed. Az NME személyzete a számban megszólaló háttérvokált összehasonlította David Bowie és Iggy Pop duettjéhez, a China Girl-höz hasonlította. Megjegyezték, hogy romantikus filmekben filmzeneként jól megállná a helyét. Tom Terrell az összetételét a Sukiyaki című japán slágerhez, és az Eagles dalaihoz hasonlította, míg hozzátette: „A 80-as években híres "hajas bandákra" emlékeztet.”
Stephanie McGrath, a Jam! egyik szerkesztője a következőt nyilatkozta a balladáról: „Az albumon egy jó kis szünetnek számít a sok "yeah"-zés és "baby"-zés között.” David Veitch a benne lévő vokált sok más szerzeményjel vetette össze. Lírai nézetből a Don't Let Me Be the Last to Know egy lányról szól, aki tudni akarja, hogy a barátja tényleg szereti-e. Britney "finom és tiszta" slágernek titulálta: „Szerintem megtudom ezzel a számmal "szorongatni" az embereket. Egyike azoknak a szerzeményeknek, amik miatt szeretek énekelni. Úgy gondolom, hogy Shania kifejezetten nekem szánta, mivel a szövege tükröz engem.”

## Kritikai fogadtatás
Többnyire pozitív visszajelzéseket kapott a kortárs kritikusoktól. Stephen Thomas Erlewine az AllMusic-tól édes és érzelmes balladának vélte, és úgy gondolta, hogy bevezeti az albumon lévő többi balladát, míg a Rhapsody internetes weboldal dicsérte az összetételét. Stephanie McGrath, a Jam! szerkesztője megjegyezte, hogy ezzel a dallal tudja Britney igazán kimutatni zenei tehetségét. Az NME "abszolút ijesztőnek" nevezte. A Barnes & Noble személyzete szerint egy "csiszolt, polírozott" ballada. Emellett dicsérték Shania Twain dalszerzési tehetségét. Michael Paoletta, a Billboard magazin írója a következőt nyilatkozta Spearsről és a dalról: „Britney hangját nem lehet Christina Aguilera és Jessica Simpson hangjával egy rangon említeni, de Britney az egyik legegyedibb stílusú előadó. Látszik rajta a nagy igyekezés. Az Oops!… I Did It Again hatalmas javulásnak számít a …Baby One More Time után.” Emellett ő is kiemelte Twain dalszerzési tudását. 2011-ben, a Femme Fatale Tour alatt (ahol Spears előadta a dalt) Jocelyn Vena az MTV-től azt nyilatkozta, hogy Toxic és a Don't Let Me Be the Last to Know előadása idézi fel a legjobban a régi, „old school-os” Britneyt. 2002-es Nickelodeon Kids’ Choice Awards-on jelölték A legjobb dal kategóriában, azonban P!nk Get the Party Started című száma nyerte meg végül a díjat.

## Kereskedelmi fogadtatás

### Amerika és Ázsia
A Don't Let Me Be the Last to Know nem volt kislemezként kapható az Egyesült Államokban. 2001. március 26-án kezdték el játszani a rádiók. Részben emiatt nem jelent meg a Billboard Hot 100-on, a 12. helyezést érte el a Bubbling Under Hot 100 Singles listán. A Billboard magazin szabályai szerint a 112. helyig jutott a Hot 100-on. Emellett még elérte a 36. helyet a Pop Songs listán. A Nielsen SoundScan adatai szerint 2011-ig 37 000 digitális darabot adtak el belőle az USA-ban.
Ázsiában sikeresnek volt nevezhető. Japánban a 27. helyig jutott, ezzel az énekesnő egyik legsikeresebb kislemezévé vált az országban. Bár Kínában még nem működött hivatalos slágerlista, de eladásokat tekintve sikeresnek bizonyult.

### Európa
Európában nagy kereskedelmi sikert ért el. 2001. április 4-én a 9. pozícióig jutott el az European Hot 100 Singles kislemezlistán, ezzel folyamatban a 8. kislemeze lett Britneynek, ami bejutott a top 10-be a kontinentális listán. Ez maradt a legjobb helyezése. Bekerült még a legjobb 10-be Ausztriában és Svájcban, és a legjobb 20-ba Belgium (Flandria) listában, Finnországban, Írországban, Norvégiában és Svédországban. Az Egyesült Királyságban a 12. helyen debütált, és ez is maradt a legjobb helyezése a listán. Ez volt az 1. dala, ami megjelent kislemezként, de mégsem került be a top 10-be a szigetországban. A dal legnagyobb sikerét Romániában aratta. Uralta az ottani kislemezlistát több hétig, majd a 2001-es év végi összesített listán a 3. helyre került. Annak ellenére, hogy "csak" a 14. helyezésig jutott el Dániában, aranylemeznek nyilvánította az International Federation of the Phonographic Industry (IFPI) szervezet 5000 példány eladása után. Ausztráliában nem jelent meg kislemezként.

## Videóklip

Spears és a videóbeli barátja egy fánál. Az ilyen részeket az énekesnő anyja és az igazi barátja, Justin Timberlake is figyelemmel kísérte.

### Háttér
A zenei videóját Herb Ritts amerikai fotós rendezte. 2001 januárjának utolsó hetében vették fel Miamiban. Ritts nyilatkozata szerint Spears az eddigi klipjeitől eltérőt akart csinálni: nem akart táncolni, csak egy jó ruhát akart, amiben tökéletesen tudja játszani videóbeli karakterét. Spears a forgatást lenyűgözőnek vélte, és hozzátette, hogy ennél a klipnél kellett először igazán színészkednie. A videó nagy része egy kunyhóban zajlik le. Ez a rész Britney ötlete volt. Bevallása szerint Madonna Cherish című dalának klipjéből kapta a gondolatot. Ritts megjegyezte, hogy Spears nagyon meggyőző volt a forgatás alatt. Hozzátette, hogy lenyűgözte a „kémiai kapcsolat” Britney és a klipbeli barátja között. A barátját egy francia modell, Brice Durand alakította. Jennifer Vineyard szerint a csókjelenetek idegesítették Britney akkori valós barátját, Justin Timberlake-et. Spears anyja, Lynne Spears súlyosan kritizálta az eredeti videót mondván, hogy túl pikánsra sikeredett. Ezért a videóból kivágtak néhány részt, mielőtt hivatalosan megjelent. Az MTV Total Request Live című műsorában debütált 2001. március 2-án.

### Áttekintés és recepció
A Spears és a barátja egy függőágyon fekszik a videó elején. Egy másik részben a tengerparton szórakoznak. Egy kunyhóban is láthatók, ahol Britney már a barátjának énekel. A klip második felében nagyrészt egy fánál láthatók, de van néhány jelenet, ahol egy tengerparton "üldözik" egymást. Spears egy bikini felsőt és egy rövidnadrágot visel az egész videó alatt. A videóklipről Britney megjegyezte, hogy a legszórakoztatóbb klip, amit valaha csináltam. Egy másik változat megtalálható Spears 1. válogatásalbumának, a Greatest Hits: My Prerogative-nek a DVD változatán. Vineyard megvizsgálta, és kijelentette, hogy az egyik olyan videó, ami kihasználja Britney testi adottságait. Mellésorolta az Oops!… I Did It Again, a Toxic és a My Prerogative című dalainak klipjeit.

## Élő előadások

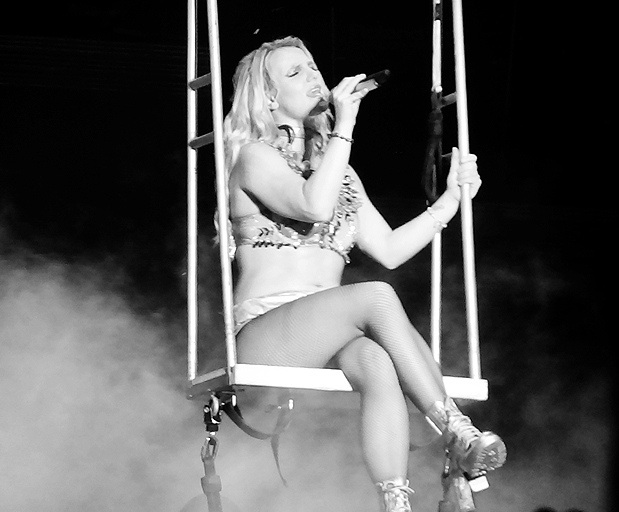
Spears előadja a dalt a 2011-es Femme Fatale Tour-on.

Először 2000. március 8-án, a Crazy 2K Tour keretein belül adta elő Floridában. Egy varázsszőnyegen ülve, repülve énekelte el. Miután kiadta az Oops!… I Did It Again-t, 3 amerikai műsorban lépett fel vele: a Total Request Live-ben, a Saturday Night Live-ben és a The Wiew-ben. Helyet kapott a 2000-es Oops!… I Did It Again World Tour dallistáján. Miután elénekelte a Sometimes című dalát, felment a színpad közepén álló lépcső tetejére, beszélt a közönséggel, majd előadta hosszú, fehér köpenyben. A 2001-es Dream Within a Dream Tour-on is hallható volt. Estélyi ruhában, műhóesésben adta elő, míg 2 lány táncolt körülötte.
Majdnem 10 évvel később, 2011-ben előadta a Femme Fatale Tour-on. Britney egy hintában énekelte el, egy férfi táncos jelenlétében. Shirley Halperin szerint a szám előadása volt a koncertek fénypontja a Piece of Me, és a 3 mellett, mondván: „Talán akkor idéződik fel leginkább az "old school-os" Britney.” Egy koncert közvetítésre került több csatornán. Jocelyn Vena az MTV-től a koncert megnézése után összegyűjtötte a dal előadásáról való észrevételeit: „Ritka, hogy Britney Spears megmutatja az érzékenyebb, lágyabb oldalát, de a turnén megmutatta. Az utóbbi időkben nem nagyon láthattuk az ilyenfajta Britneyt, de most megmutatta, hogy milyen is tud ő lenni.”

## Számlista és formátumok
| - Európai 1. CD kislemez 1. Don't Let Me Be the Last to Know – 3:50 2. Don't Let Me Be the Last to Know (Hex Hector Radio Mix) – 4:01 3. Don't Let Me Be the Last to Know (Hex Hector Club Mix) – 10:12 4. Stronger (Mac Quayle Mixshow Edit) – 5:21 5. Stronger (Pablo La Rosa's Transformation) – 7:21 - Európai 2. CD kislemez 1. Don't Let Me Be the Last to Know – 3:50 2. Oops!… I Did It Again (Riprock 'n' Alex G. Radio Mix) – 3:56 3. Stronger (Mac Quayle Mixshow Edit) – 5:21 | - Japán CD kislemez 1. Don't Let Me Be the Last to Know – 3:50 2. Don't Let Me Be the Last to Know (Hex Hector Radio Mix) – 4:01 3. Oops!... I Did It Again (Rodney Jerkins Remix) – 3:07 4. Lucky (Jack D. Elliott Radio Mix) – 3:27 5. Stronger (Miguel 'Migs' Vocal Edit) – 3:42 6. Oops!... I Did It Again (Ospina's Deep Edit) – 3:24 7. Oops!... I Did It Again (Instrumental) – 3:30 - The Singles Collection kislemez 1. Don't Let Me Be the Last to Know – 3:50 2. Don't Let Me Be the Last to Know (Hex Hector Radio Mix) – 4:01 |

## Slágerlistás helyezések és minősítések
| Kislemezlista (2001)                               | Legjobb helyezés |
| -------------------------------------------------- | ---------------- |
| Belga kislemezlista (Flandria)                     | 13               |
| Belga kislemezlista (Vallónia)                     | 34               |
| Brit kislemezlista                                 | 12               |
| Dán kislemezlista                                  | 14               |
| Európai Hot 100 kislemezlista                      | 9                |
| Finn kislemezlista                                 | 17               |
| Francia kislemezlista                              | 27               |
| Holland Top 100 kislemezlista                      | 21               |
| Ír kislemezlista                                   | 12               |
| Japán kislemezlista                                | 27               |
| Norvég kislemezlista                               | 20               |
| Olasz kislemezlista                                | 22               |
| Osztrák kislemezlista                              | 7                |
| Román kislemezlista                                | 1                |
| Svájci kislemezlista                               | 9                |
| Svéd kislemezlista                                 | 12               |
| USA Billboard Bubbling Under Hot 100 Singles lista | 12               |
| USA Mainstream Top 40 (Pop Songs) lista            | 36               |

| Kislemezlista (2001) | Helyezés |
| -------------------- | -------- |
| Brit kislemezlista   | 191      |
| Román kislemezlista  | 3        |
| Svájci kislemezlista | 98       |

| Ország | Minősítés  | Értékesítés |
| ------ | ---------- | ----------- |
| Dánia  | Aranylemez | 5000+       |

## Megjelenések
| Régió            | Dátum             | Formátum                     | Kiadó        |
| ---------------- | ----------------- | ---------------------------- | ------------ |
| Európa           | 2001. január 17.  | CD kislemez                  | Jive Records |
| Egyesült Államok | 2001. március 26. | Mainstream rádiós megjelenés | Jive Records |
| Japán            | 2001. április 4.  | CD kislemez                  | Jive Records |

## Közreműködők
| - Britney Spears – vokál, háttérvokál - Robert Lange - dalszerszés, komponálás - Shania Twain - dalszerzés - Keith Scott - dalszerzés - Kevin Churko - programozás | - Cory Churko – programozás - Richard Meyer – programozás - Nigel Green - keverés - Michel Gallone - asszisztens, mixelés mérnök |

Forrás:

## Fordítás
- Ez a szócikk részben vagy egészben  a   Don't Let Me Be the Last to Know című angol Wikipédia-szócikk fordításán alapul.  Az eredeti cikk szerkesztőit annak laptörténete sorolja fel. Ez a jelzés csupán a megfogalmazás eredetét és a szerzői jogokat jelzi, nem szolgál a cikkben szereplő információk forrásmegjelöléseként.

## Külső hivatkozások
- Videóklip a Vevo-n – VEVO.
- Don't Let Me Be the Last to Know dalszövege